# Hohenbudberg-Kaldenhausen
Hohenbudberg-Kaldenhausen war bis 1927 eine Gemeinde im damaligen Kreis Moers in der preußischen Rheinprovinz. Ihr ehemaliges Gebiet gehört heute zu den Städten Duisburg und Krefeld in Nordrhein-Westfalen.

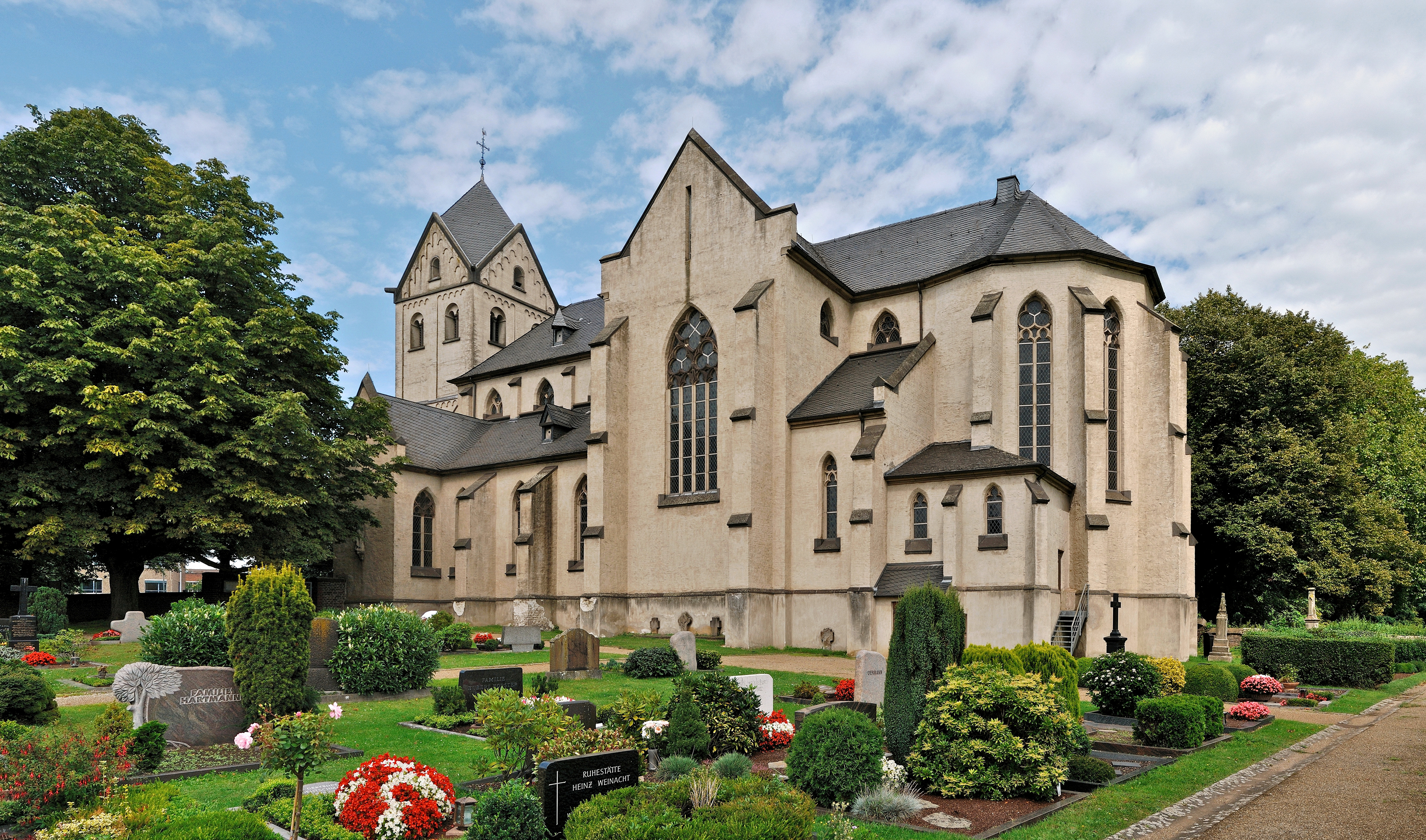
St. Matthias in Hohenbudberg

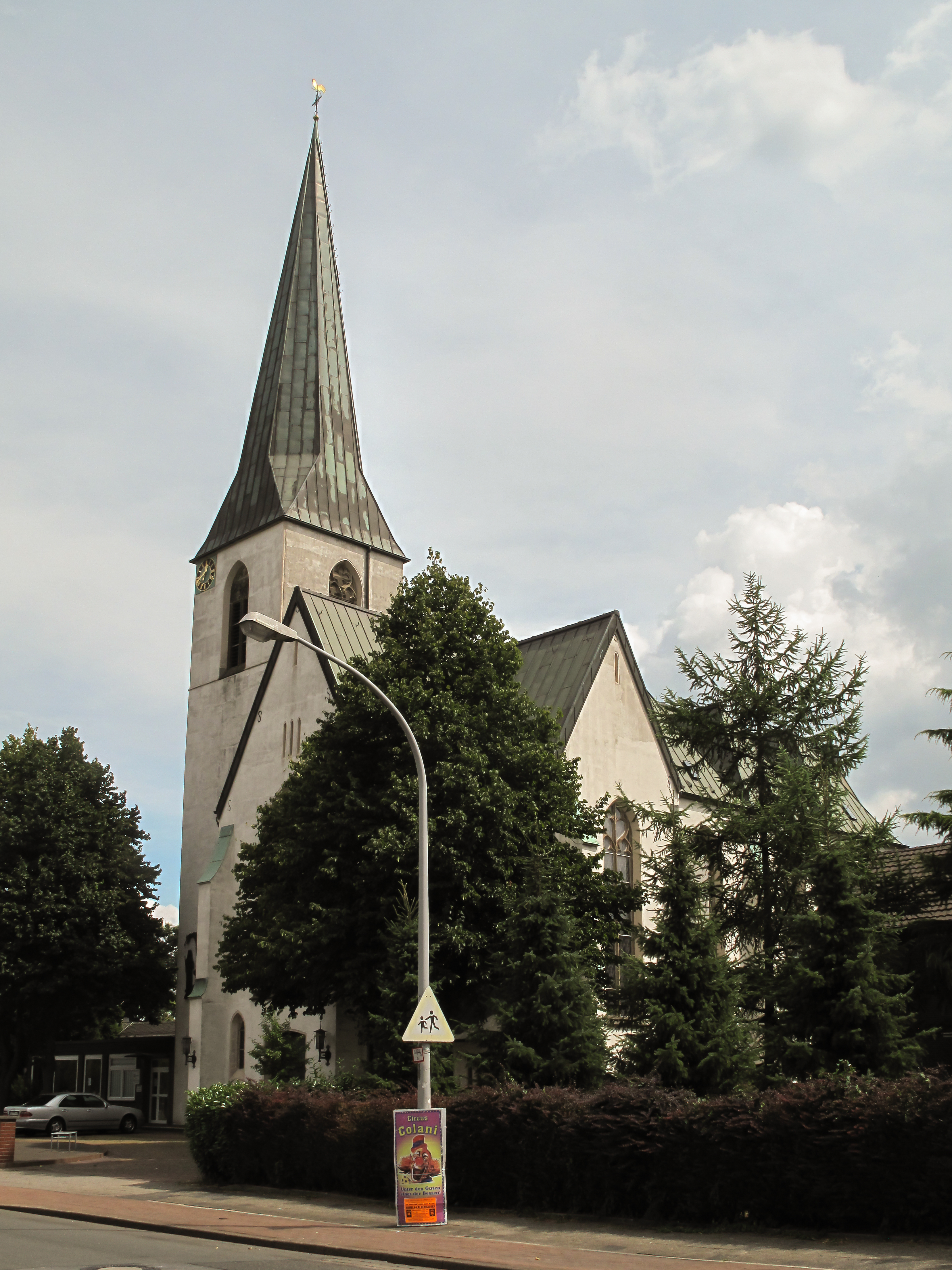
St. Klara in Kaldenhausen

## Geographie
Zur Gemeinde gehörten
- im heutigen Krefeld der Ortsteil Hohenbudberg, der heute weitgehend durch den Uerdinger Chempark überbaut ist sowie das Gebiet Hagschinkel und
- im heutigen Duisburg der Ortsteil Kaldenhausen sowie Teile des ehemaligen Bahnhof Hohenbudberg und der angrenzenden Eisenbahnersiedlung.

Die Gemeinde hatte 1885 eine Fläche von 9,42 km²

## Geschichte
Seit dem 19. Jahrhundert bildete Hohenbudberg-Kaldenhausen eine Landgemeinde in der Bürgermeisterei Friemersheim, die zunächst zum Kreis Krefeld und seit 1857 zum Kreis Moers gehörte. Die Gemeindeteile Hohenbudberg und Hagschinkel wurden am 1. November 1927 in die Stadt Uerdingen umgemeindet und gehören heute zu Krefeld. Der Rest der Gemeinde bestand noch einige Jahre als Kaldenhausen fort. Der größte Teil der Gemeinde Kaldenhausen wurde am 1. Juni 1934 mit Rumeln zusammengeschlossen und gehört heute zum Duisburger Stadtteil Rumeln-Kaldenhausen. Gebietsteile von Kaldenhausen im Bereich des Rangierbahnhofs und der Eisenbahnsiedlung Hohenbudberg kamen zur Stadt Rheinhausen und gehören heute zum Duisburger Stadtteil Friemersheim.

## Einwohnerentwicklung
| Jahr | Einwohner | Quelle |
| ---- | --------- | ------ |
| 1832 | 717       | [ 3 ]  |
| 1861 | 887       | [ 4 ]  |
| 1871 | 920       | [ 5 ]  |
| 1885 | 1289      | [ 1 ]  |
| 1910 | 3313      | [ 6 ]  |